# Runkelen
Runkelen is een dorp in de Belgische provincie Limburg en een deelgemeente van Sint-Truiden, het was een zelfstandige gemeente tot aan de gemeentelijke herindeling van 1971.

## Geschiedenis
Runkelen werd in 1366 voor het eerst vermeld als Runkeren. Het maakte steeds deel uit van het graafschap Duras en was kerkelijk afhankelijk van de parochie Wilderen. Pas in 1773 werd Runkelen een aparte heerlijkheid. Zij bleef wel in het bezit van de graaf van Duras, die ook de titel heer van Runkelen droeg.
Bij de vorming van de gemeenten in 1795 werd Runkelen een zelfstandige gemeente. Na het Concordaat van 1801 werd het ook een zelfstandige parochie toegewijd aan Sint-Andreas. Runkelen ontwikkelde zich vooral na de Tweede Wereldoorlog tot een woondorp door lintbebouwing. In 1971 werd de gemeente opgeheven en werd Runkelen bij Duras gevoegd. In 1977 werd ook Duras opgeheven en werd Runkelen een deelgemeente van Sint-Truiden.

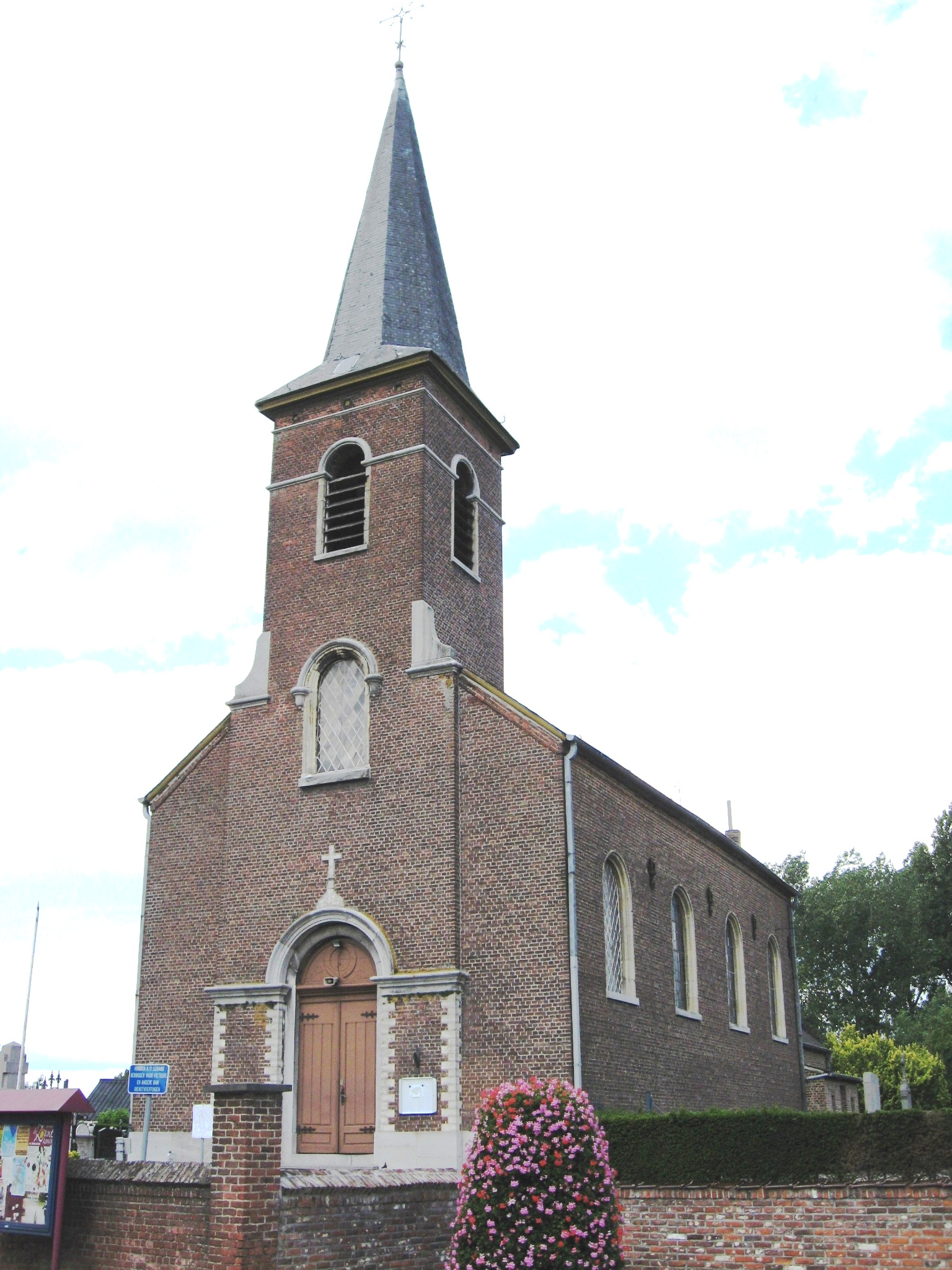
De Sint-Andreaskerk

## Bezienswaardigheid
- De neoclassicistische Sint-Andreaskerk uit 1850. Rond de kerk liggen nog enkele hoeven uit de 19e eeuw.

## Natuur en landschap
Runkelen is gelegen in Vochtig-Haspengouw. Het is een landbouwdorp (vooral fruitteelt) dat zich heeft ontwikkeld tot een straatdorp. Het ligt op 5 kilometer ten noordwesten van Sint-Truiden. De Melsterbeek, een zijtak van de Gete vormt er zowel de noordgrens als de oostgrens.
Het natuurgebied Op d'Hei ligt in de vallei van de Melsterbeek.
Ten zuiden van Runkelen ligt het Zwartaardebos. Dit behoort tot het Kasteeldomein van Duras en is omheind.

## Demografische ontwikkeling
Bronnen: NIS - Opm:1831 t/m 1970=volkstellingen

## Nabijgelegen kernen
Zoutleeuw, Duras, Gorsem, Metsteren, Binderveld, Grazen
Deelgemeenten: Aalst · Brustem · Duras · Engelmanshoven · Gelinden · Gorsem · Groot-Gelmen · Halmaal · Kerkom-bij-Sint-Truiden · Ordingen · Runkelen · Sint-Truiden · Velm · Wilderen · Zepperen

Overige kernen: Bevingen · Kortenbos · Melveren · Metsteren · Senselberg

Belgische gemeenten · Arrondissement Hasselt · Limburg · Vlaanderen